# Пенэктомия
Пенэктоми́я (пенектомия, лат. Penectomia: penis — половой член; ectomia — удаление) — операция удаления части или всего полового члена. Синоним — ампутация полового члена.
Пенэктомия применяется в случае травм или тяжёлых заболеваний полового члена (при злокачественных опухолях), а также как составная часть операций по хирургической коррекции пола у трансгендерных женщин.
Пенэктомия может быть проведена на любом уровне и являться частичной, с удалением только части или полностью головки полового члена или тотальной, в случае полного удаления полового члена, мошонки и яичек. Пенэктомия, выполненная на любом уровне, является калечащей операцией и приводит к частичной или полной потере функций полового члена, таких как эрогенная чувствительность головки, способность к совершению полового акта, способность к мочеиспусканию в положении стоя, способность к эрекции. С целью коррекции процесса мочеиспускания производятся корректирующие операции на наружном отверстии уретры. При короткой культе полового члена после частичной пенэктомии может производиться как коррекция отверстия уретры на вершине культи полового члена, так и открытие нового отверстия уретры в промежности. После частичной пенэктомии не исключается половое влечение и возможность достижения оргазма, также возможно семяизвержение и оплодотворение, в случае тотальной пенэктомии с удалением мошонки и яичек мужчина становится полностью бесплодным.

## Пенэктомия при коррекции пола
Операция по удалению полового члена, производящаяся без феминизирующей вагинопластики, неофициально называется «нуллификация». При этом создаётся пустое влагалищное углубление и новый канал уретры, позволяющий мочиться в сидячем положении.
Пенэктомия не рекомендуется в качестве отдельной операции в случае, если пациент в дальнейшем планирует проводить феминизирующую вагинопластику, так как ткани пениса используются для создания искусственной вагины. Хирургическая коррекция пола в настоящее время возможна без удаления тканей пениса, что сохраняет способность человека к оргазму.